# Црква Светих апостола Петра и Павла у Бујановцу
Црква Светих апостола Петра и Павла у Бујановцу, насељеном месту на територији Општине Бујановац, православни је храм који припада Епархији врањској Српске православне цркве.
Црква посвећена Светим апостолима Петру и Павлу изграђена је 1852. године, на темељима старијег храма. Током рата 1877 — 1878, овај храм претрпео је велика разарања: оштећена су врата, прозори и фреске над вратима. Данашња црква саграђена је на темељима старије цркве, између 1933. и 1935. године, о чему сведоче остаци зидног сликарства у олтарском делу на којима је датирана 1900. година. Изглед цркве у Бујановцу с краја 19. и почетка 20. века сачуван је на фотографији начињеној поводом школске и народне прославе празника Светог Саве, из 1905. године. Ова фотографија налази се у књизи др Јована Хаџи Васиљевића Јужна Стара Србија (Београд 1913, књига 2, стр. 44.) Остаци старе цркве назиру се и данас. Приликом подизања пода са дашње цркве, због изливања и плављења оближње реке, откривен је под старе цркве од цигле, на око 1,5m дубине.
Иконостас је настао 1997. године и рад је иконописачке радионице монахиња манастира Светог Стефана у Горњем Жапском. Од првобитног иконостаса, који је радио иконописац Трајко Муфтински, сачувано је 12 икона и налазе се у цркви.
Припрата при цркви дограђена је у периоду 2009 — 2010. године. Мермерни под у самој лађи цркве постављен је 1998. године. Фасада комплетне цркве урађена је 2010. године.
Звоник, који се налази поред цркве, подигнут је у периоду од 1975. до 1978. године, а његово освећење обавио је Епископ врањски Доментијан.
Године 1994. започета је изградња парохијског дома у порти цркве, а завршена је 1997. године. Освећење парохијског дома извршио је Епископ врањски Пахомије.
Народна трпезарија поред цркве подигнута је 2013 — 2017. године, а чин освећења обавио је Епископ врањски Пахомије.
У центру Бујановца налази се зграда Прве српске школе, у власништву Црквене општине Бујановац. Првобитна зграда ове школе саграђена је 1848. године, а садашња је у потпуности подигнута из темеља, 2001. године, средствима Владе Републике Србије. Освећење школе извршио је Патријарх српски Павле 2001. године, на празник Светих апостола Петра и Павла. У оквиру школе налазе се вишенаменска сала, четири стана за свештенике, канцеларије и библиотека са црквеном продавницом.